# 史树中
史树中（1940年—2008年5月），男，浙江镇海人，中国数学家，南开大学教授，曾任中国数学会常务理事。